# Gennevilliers
Gennevilliers là một xã trong vùng đô thị Paris, thuộc tỉnh Hauts-de-Seine, vùng hành chính Île-de-France của nước Pháp, có dân số là 42.733 người (thời điểm 1999). Tọa độ địa lý của xã là 48° 55' vĩ độ bắc, 02° 18' kinh độ đông. Gennevilliers nằm trên độ cao trung bình là 27 mét trên mực nước biển, có điểm thấp nhất là 21 mét và điểm cao nhất là 33 mét.

## Thông tin nhân khẩu
| 1936   | 1946   | 1954   | 1962   | 1968   | 1975   | 1982   | 1990   | 1999   |
| ------ | ------ | ------ | ------ | ------ | ------ | ------ | ------ | ------ |
| 29 369 | 25 169 | 33 137 | 42 595 | 46 074 | 50 290 | 45 396 | 44 818 | 42 513 |

## Những người con của thành phố
- Isabelle Adjani, nữ diễn viên, lớn lên tại Gennevilliers.

## Gennevilliers trong tranh

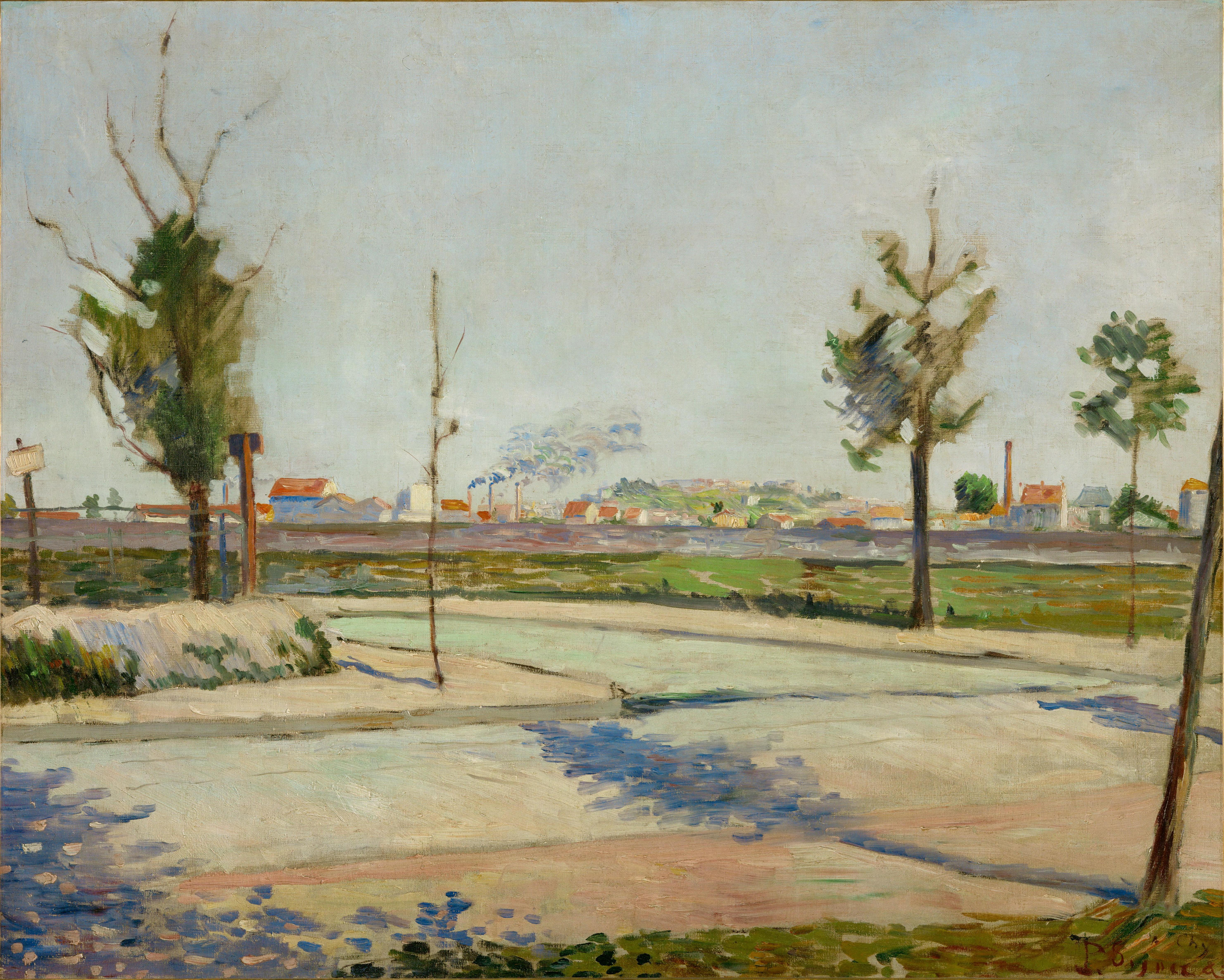
Paul Signac:Đường đi đến Gennevilliers

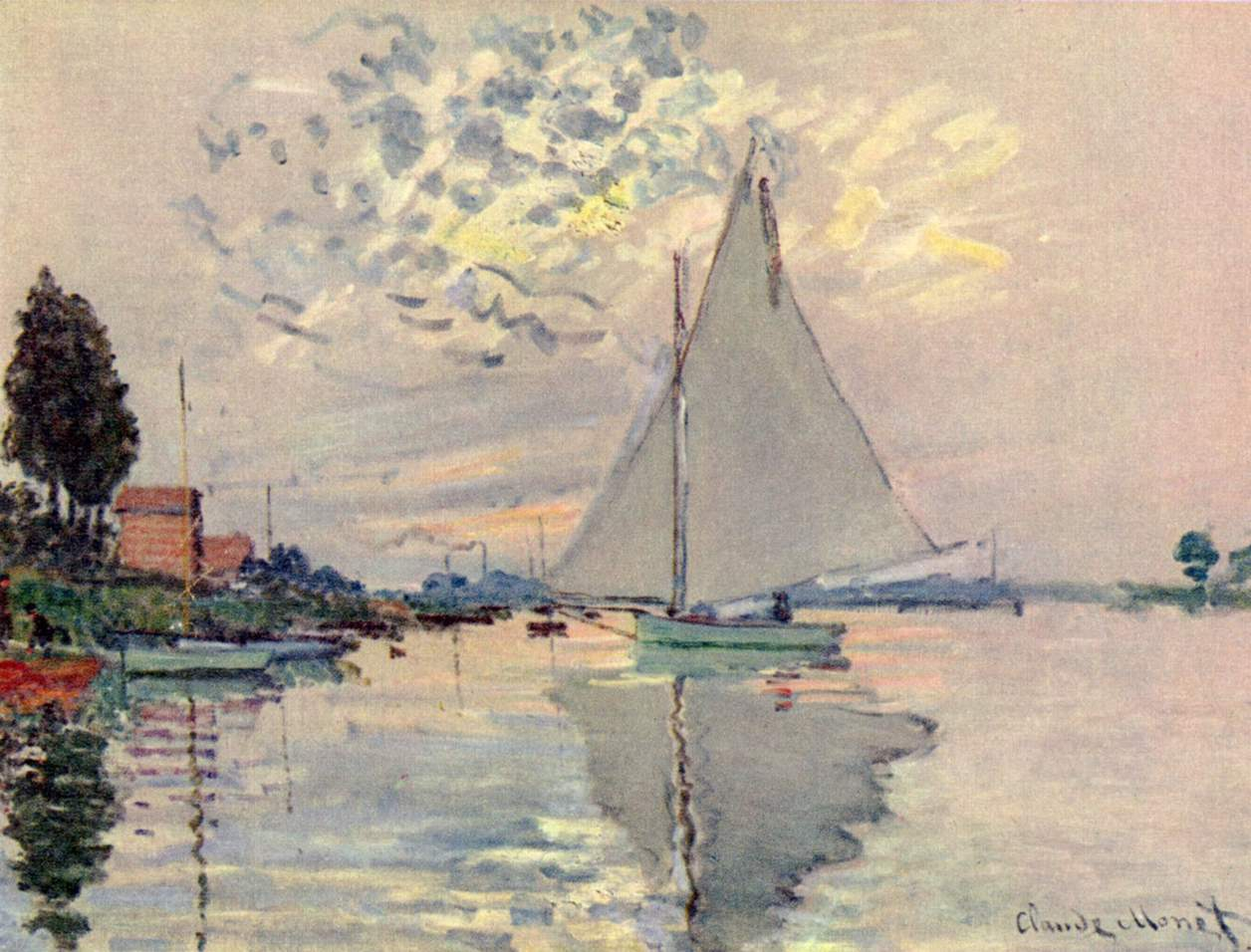
Claude Monet: Thuyền buồm tại Le-Petit-Gennevilliers

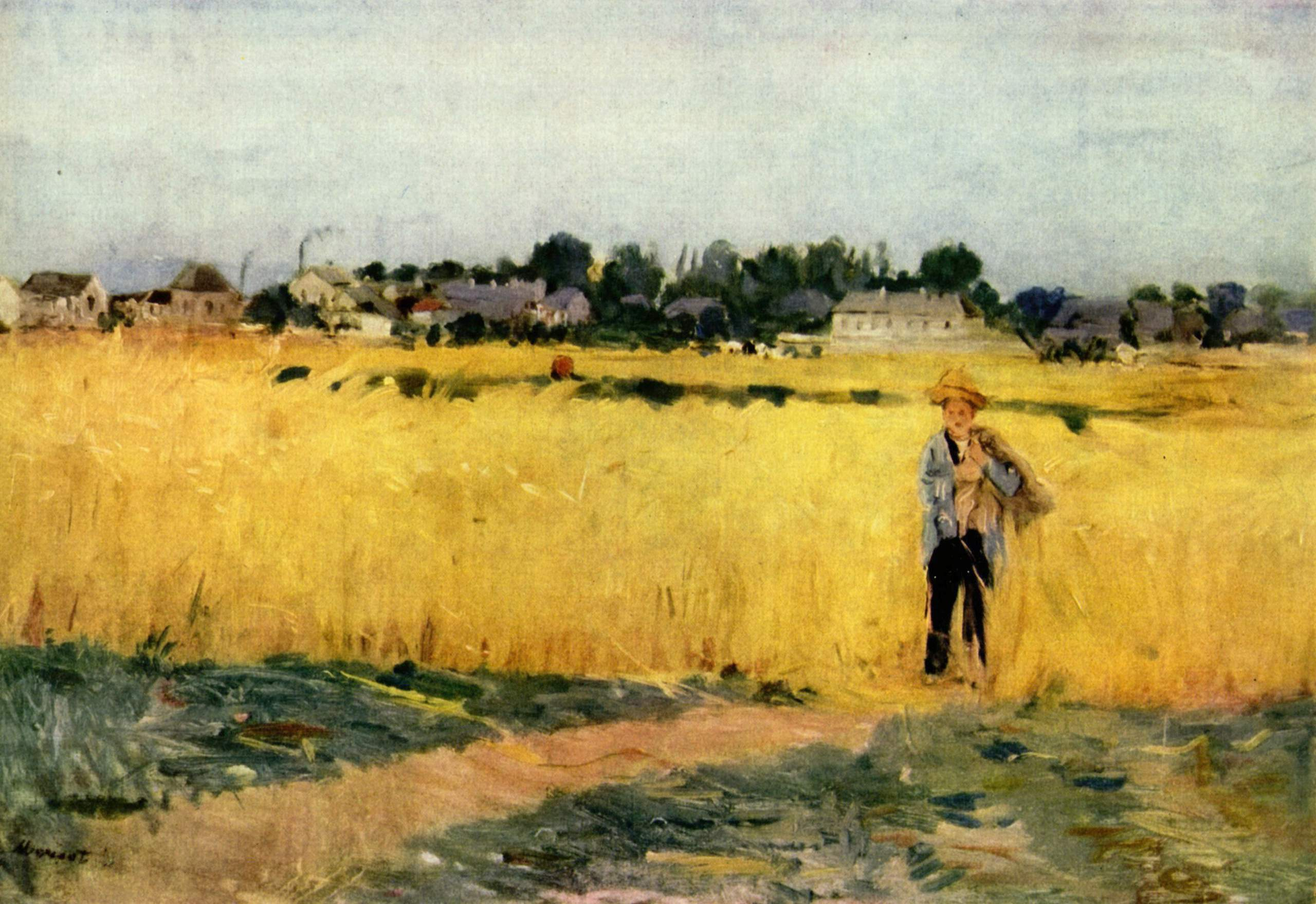
Berthe Morisot: Cánh đồng lúa mì gần Gennevilliers
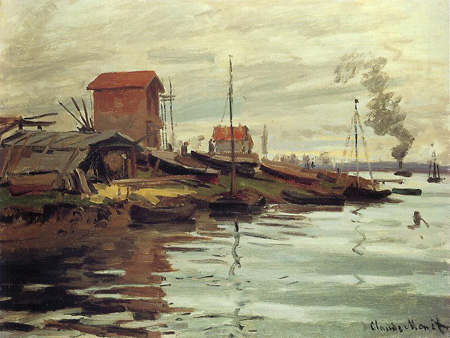
Claude Monet: Sông Seine ở Petit Gennevilliers